# Mercedes-Benz W194
La sigla Mercedes-Benz W194 identifica il modello 300 SL da gara, una vettura da competizione prodotta nel 1952 dalla Casa automobilistica tedesca Mercedes-Benz. Da tale vettura sarebbe poi stata derivata la 300 SL "Ali di gabbiano".

## Storia
Nell'immediato dopoguerra, la situazione per la Mercedes-Benz non era certamente facile: gli stabilimenti bombardati e semidistrutti, poche risorse economiche a disposizione ed una pessima reputazione acquisita dalla Daimler-Benz a livello internazionale per essere stata costretta a costruire i micidiali aerei utilizzati dai Tedeschi durante il sanguinoso conflitto. Come se non bastasse, le autorità statunitensi avevano preso il controllo della zona in cui sorgevano i principali stabilimenti, quelli di Untertürkheim, Sindelfingen e Mannheim. Altri stabilimenti erano sotto il controllo di Francesi (Gaggenau) e Sovietici (Marienfelde). Nel settore americano, dove veniva concentrata gran parte della produzione, ai vertici Daimler-Benz venne imposto di non produrre autovetture di nuova progettazione. L'unica vettura che fu possibile tornare a produrre fu la 170V, il cui progetto risaliva al 1935 e che fu l'unico modello le cui linee di montaggio erano ancora integre.
Fu questa vettura a riavviare lentamente il processo produttivo della Casa tedesca. Nel 1949 decadde il divieto imposto dagli americani e la Mercedes-Benz poté tornare a progettare nuove autovetture, ma le risorse restavano comunque poche, nonostante il successo ottenuto dalla 170V e dalla sua versione a gasolio, la 170D.
La casa automobilistica tedesca si prefisse due obbiettivi: ritornare al prestigio di un tempo nella produzione automobilistica e gareggiare nuovamente nelle corse automobilistiche per cogliere successi sportivi. Mentre il primo diktat venne soddisfatto nel 1951 con l'arrivo della Typ 300, per il secondo si doveva utilizzare ciò di cui già si disponeva. Gli uomini chiave di questa rinascita furono il vertice Daimler-Benz Wilhelm Haspel, il direttore tecnico Fritz Nallinger ed il responsabile dello sviluppo progetti, Rudolf Uhlenhaut.

## Caratteristiche tecniche
Il 27 marzo del 1950 il progetto prese il via: una delle più grandi novità fu rappresentata dall'innovativo telaio a traliccio di tubi, molto leggero e dotato di una rigidità torsionale senza eguali. Il suo sviluppo verticale all'altezza delle fiancate costrinse i progettisti ad ideare un nuovo tipo di apertura delle portiere, denominata "ad ala di gabbiano", poiché incernierata sul tetto e la cui apertura suggeriva l'immagine di un gabbiano in volo. Questa soluzione è stata comunque impiegata solo nelle 300 SL W194 con carrozzeria coupé, ma ne sono esistite anche con carrozzeria roadster. In questo caso, il problema delle portiere è stato risolto utilizzando un tipo di apertura "a compasso", simile in tutto e per tutto a quelle utilizzate vent'anni più tardi sulle Lamborghini Countach.
Meccanicamente, si scelse un motore 6 cilindri in linea di 3 litri di cilindrata denominato M186 della Typ 300 e lo si sottopose ad approfondite rivisitazioni per ricavarne una potenza decisamente superiore. Nacque così il motore M194, in grado di erogare fino a 175 CV di potenza massima. Anche le sospensioni  ed il cambio derivavano dalla produzione in serie.
Nel novembre del 1951, i primi prototipi vennero testati su pista, mentre il 12 marzo del 1952 la vettura definitiva venne presentata alla stampa.
Da qui in poi prese il via una vittoriosa carriera agonistica, in gran parte inaspettata anche per la stessa Mercedes-Benz, proprio perché la 300 SL nacque in gran parte dalla produzione di serie, senza un vero e proprio progetto dedicato.

## Risultati sportivi

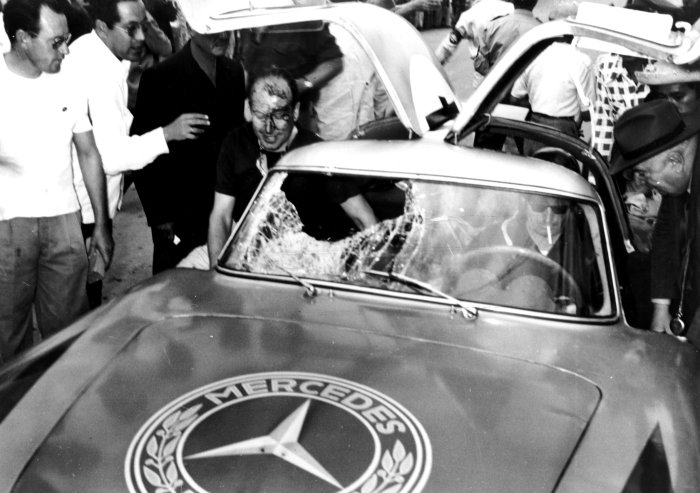
Messico, Carrera Panamericana del 1952: la 300 SL dell'equipaggio Kling-Klenk colpì in corsa un avvoltoio, danneggiando il parabrezza. Riuscirà comunque ad aggiudicarsi la massacrante gara.

In realtà, sia i progettisti Mercedes-Benz, sia il reparto sportivo, capeggiato da Alfred Neubauer, non riponevano grandi speranze nella 300 SL. I veri sforzi in campo sportivo erano diretti verso la produzione di due vetture nate sotto lo stesso progetto, ossia la W196 da Formula 1 e la 300 SLR destinata a rimpiazzare la stessa 300 SL. Ed invece la 300 SL seppe cogliere una quantità di successi oltre le più rosee aspettative.
Il suo debutto sportivo avvenne alla Mille Miglia di quello stesso 1952. Qui la 300 SL di Kling-Klenk giunse seconda dietro ad una Ferrari. Questa gara rimase l'unica in cui la 300 SL non avrebbe vinto, pur conquistando comunque un risultato notevole. Da lì in poi fu tutto un susseguirsi di vittorie: a Berna, in Svizzera, due 300 SL tagliarono il traguardo ai primi due posti; inoltre la 300 SL si classificò prima alla 24 Ore di Le Mans (con equipaggio Lang-Reiss), prima alla Carrera Panamericana (Kling-Klenk) ed al Nürburgring ben quattro 300 SL si aggiudicarono i primi quattro posti.
La Carrera Panamericana fu l'ultima gara ufficiale in cui la 300 SL venne impiegata. Nel 1953 venne studiata e realizzata una versione del motore M194 alimentata ad iniezione, ma dopo un test su pista ci si accorse che il progetto W196 era oramai in fase avanzata e si preferì sacrificare la carriera agonistica della W194. Ma il motore ad iniezione realizzato servì da base per una nuova applicazione, questa volta stradale, diventando il propulsore della 300 SL Ali di gabbiano.